# M2 (Metro Istanbul)

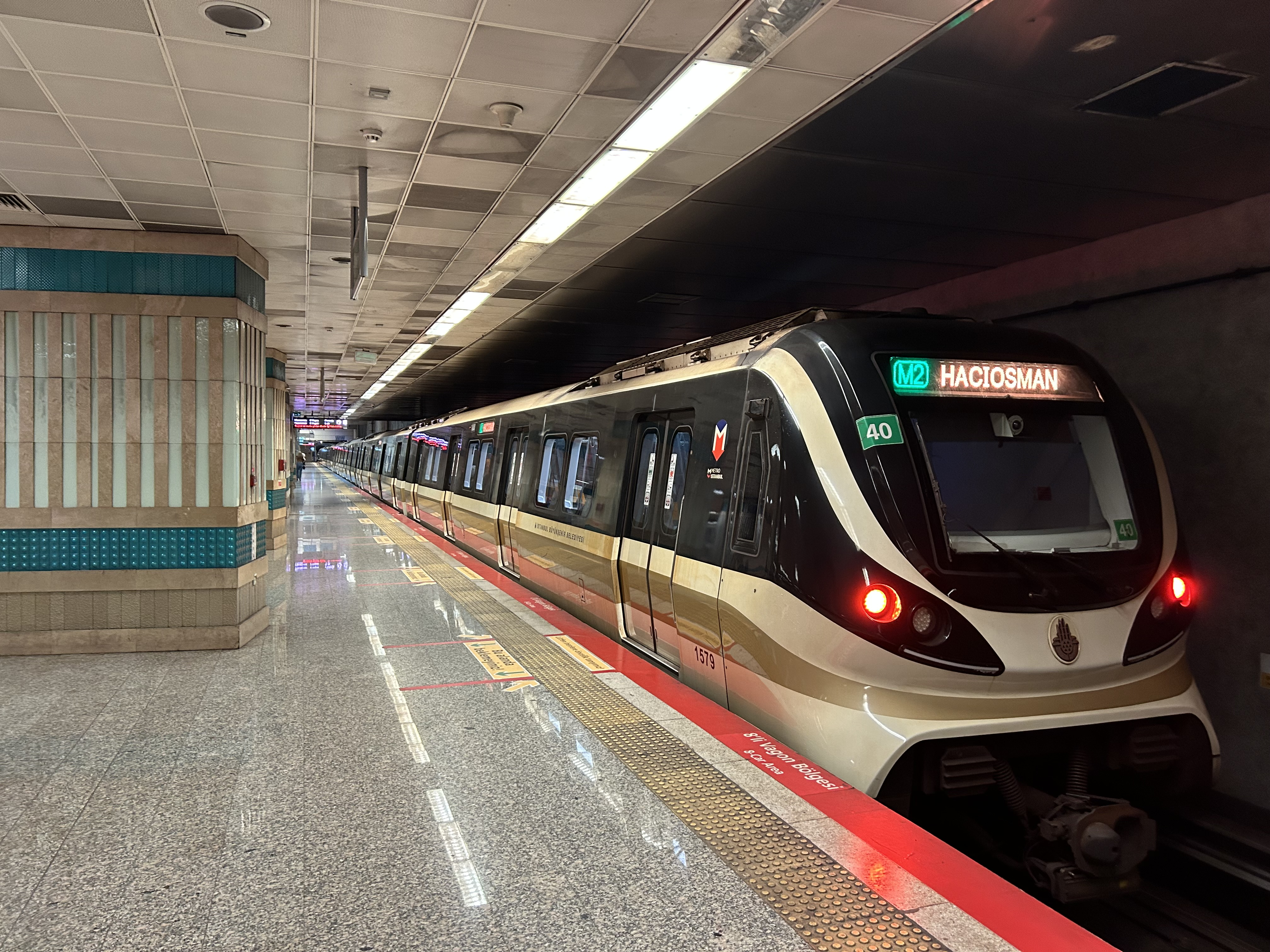
Einfahrt eines Zuges der Linie M2 in die Station Yenikapı

Stationsplan der Metrolinie M2

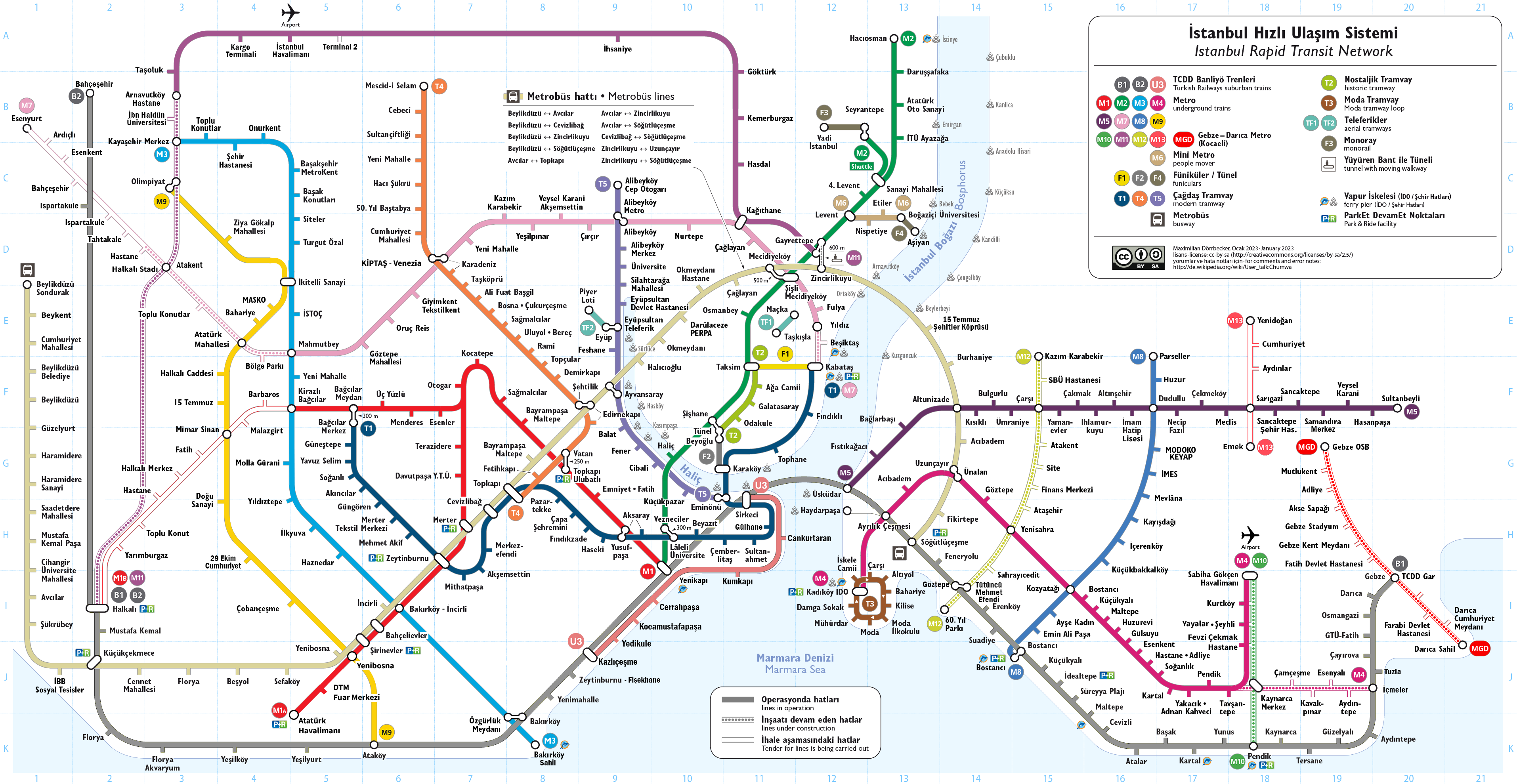
Einbettung der U-Bahn-Linie M2 (Dunkelgrün) in das Istanbuler Verkehrsnetz

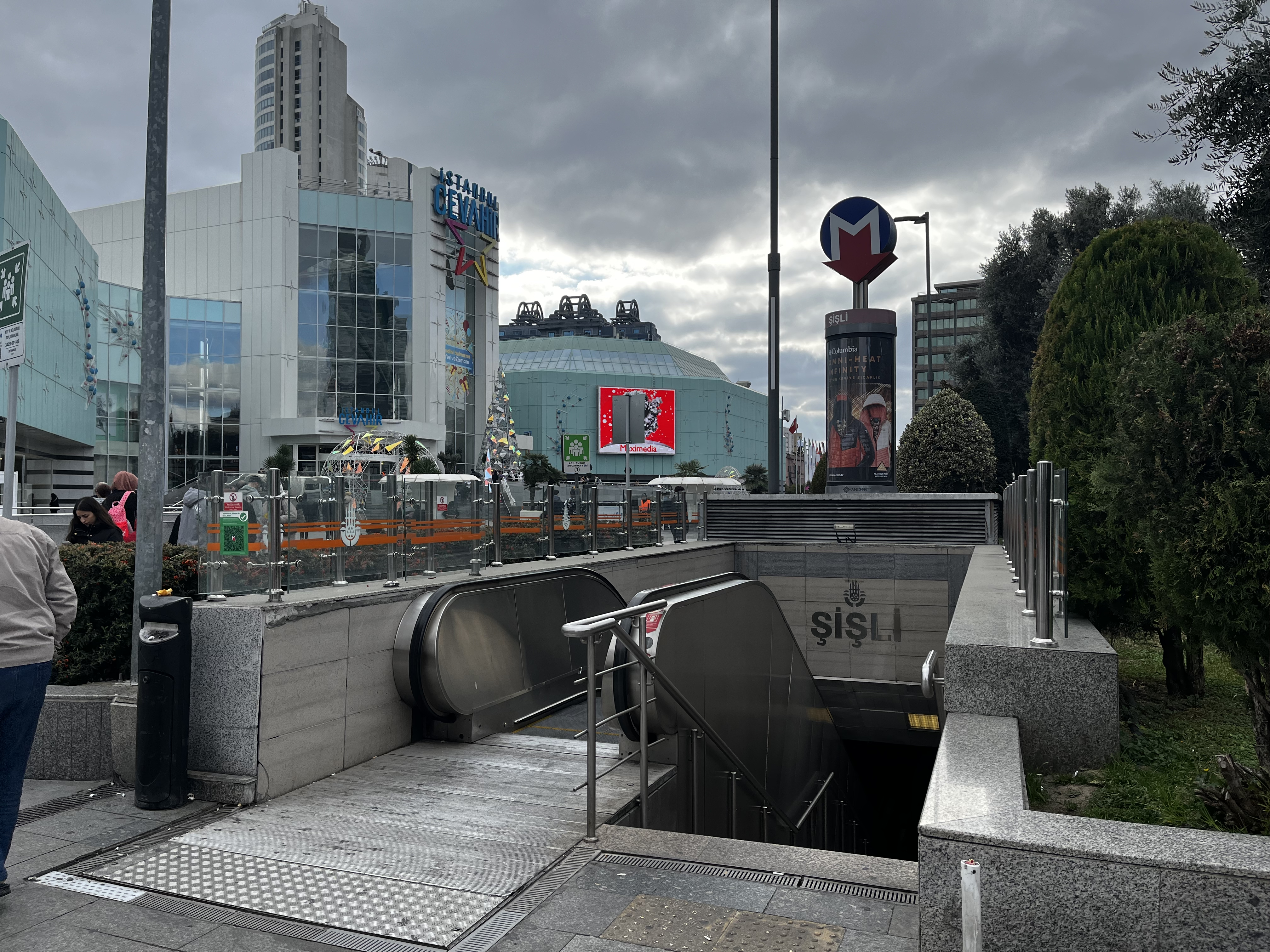
Station Şişli vor Europas zweitgrößtem Einkaufszentrum, der Cevahir Shopping Mall

Die Linie M2 der Metro Istanbul wurde im Jahr 2000 eröffnet und ist mit ihren 13 Stationen 23,5 Kilometer lang. Sie ist in Richtung Südwesten über das Goldene Horn hinweg bis zur Station Yenikapı erweitert worden, an der derzeit der zukünftige Hauptbahnhof von Istanbul entsteht. Zwischen den Stationen Şişhane und Yenikapı findet bis zur Eröffnung im ersten Quartal des Jahres 2014 ein Testbetrieb ohne Fahrgäste statt.

## Geschichte
Mit den Bauarbeiten an der M2 wurde am 19. August 1992 begonnen. Das erste Teilstück zwischen Taksim-Platz und 4. Levent hatte sechs Stationen und wurde am 16. September 2000 in Betrieb genommen. Am 31. Januar 2009 wurde die Strecke an beiden Enden verlängert: im Süden um eine Station nach Şişhane und im Norden um drei Stationen bis Atatürk Oto Sanayi. Am 2. September 2010 wurde am nördlichen Ende die Station Darüşşafaka eröffnet und seit dem 11. November 2010 wird die Station Seyrantepe angefahren. Am 22. Mai 2011 wurde schließlich das Stück nach Hacıosman eröffnet, womit die Linie insgesamt 23,5 Kilometern lang war. und derzeit von 230.000 Fahrgästen am Tag genutzt wird.
Die M2 wird auf den Netzplänen des Betreibers İstanbul Ulaşım mit der Kennfarbe Dunkelgrün dargestellt.

## Fahrzeuge und Technik
Das Wagenmaterial auf der M2 besteht aus Zügen der französischen Firma GEC-Alsthom und aus Zuggarnituren koreanischen Typs. Letztere wurden allerdings in Adapazari (Türkei) hergestellt.
Die Züge werden durch eine seitliche Stromschiene mit Energie versorgt und fahren, wie alle anderen Istanbuler Metrolinien auch, auf Gleisen mit einer Spurweite von 1435 mm (Normalspur).

## Verlauf
Die Strecke der Linie M2 beginnt in Yenikapı. Dort besteht Anschluss zu den Metrolinien M1A, M1B und zur S-Bahn. Sie passiert die historische Halbinsel Richtung Norden und quert dann das Goldene Horn auf der Metrobrücke über das Goldene Horn. Die M2 unterquert den Taksim-Platz, an dem eine Umsteigemöglichkeit zur Nostalgie-Straßenbahnlinie T5, die über die Einkaufsstraße İstiklal Caddesi führt, und zur Standseilbahn F1 besteht.
Ab hier folgt die Strecke der Halaskargazi Caddesi nordostwärts und unterquert dann das Geschäftsviertel Levent. In Levent besteht eine Umsteigemöglichkeit zur Metrolinie M6. Am Bahnhof Şişlı befindet sich in einem fußläufigen Abstand von 500 Metern ein Übergang zum Metrobüs, der den europäischen mit dem asiatischen Teil von Istanbul verbindet. Ein Streckenabzweig mit Pendelzugverkehr führt nach Westen zum Endbahnhof Seyrantepe, in dessen Nähe sich die Türk Telekom Arena befindet. Die Hauptstrecke führt in Nordostrichtung unter der Büyükdere Caddesi weiter und endet schließlich im nördlichen Endbahnhof Hacıosman.
Die Strecke der M2 verlief bis zu ihrer Süderweiterung komplett unterirdisch. Mit der Fertigstellung des südlichen Abschnitts nach Yenikapı gibt es jetzt auch einen oberirdischen Abschnitt, in dem das Goldene Horn auf einer Brücke überquert wird.

## Erweiterungen und Ausbau
Mit Fertigstellung des Bahnhofs in Yenikapı ist die M2 um drei Stationen in Richtung Südwesten erweitert worden. Das Goldene Horn wird auf dem Weg dorthin mittels einer Brücke überquert. Auf dieser Brücke ist der Bahnhof Haliç eingerichtet worden, mit dem die Stadtteile westlich und östlich des Goldenen Horns Zugang zum Metronetz erhalten haben. Die historische Halbinsel wird durch die Station Vezneciler(-İstanbul Üniversitesi, unter der Şehzadebaşı-Straße und der Şehitleri-Straße) erschlossen, an der eine Umsteigemöglichkeit zur Straßenbahnlinie T1, Station Laleli Istanbul Üniversitesi, besteht. In der Endstation Yenikapı können die Fahrgäste in die Linien M1A und M1B umsteigen. In das transkontinentale S-Bahn-Netz der Marmaray sowie in Fähren kann ebenfalls umgestiegen werden.